# Ошський тролейбус
Ошський троле́йбус — одна із двох діючих тролейбусних систем у Киргизстані в місті Ош (друга за рахунком після Бішкека). Оператором системи є МП «Ошське тролейбусне управління».

## Історія
1 листопада 1977 року розпочався тролейбусний рух в місті Ош з відкриттям маршруту № 1, який почав курсувати від зупинки громадського транспорту «ХБК» до Гренажного заводу (школа-інтернат ім. У. Салієвої) і у зворотному напрямку. Згодом маршрут був подовжений до Студентського містечка (кінцева зупинка «Ошське тролейбусне управління»).
2002 року відкрито тролейбусний маршрут № 2 «Студентське містечко — Автовокзал», а вже 2004 року, у зв'язку з ремонтом доріг та браком тролейбусів, був тимчасово закритий. Повторно відновлював роботу у вересні 2015 року, але вже у листопаді 2015 року знову скасований.
8 січня 2013 року на майданчику біля Ошського національного драматичного театру імені С. Ібраімової відбулася урочиста презентація перших двох нових тролейбусів моделі ЗіУ-682Г-016.
25 лютого 2016 року укладено договір на постачання 23 нових тролейбусів російського виробництва Тролза-5275.03 «Оптіма».
25 січня 2017 року надійшов перший тролейбус Тролза-5275.03 «Оптіма» (№ 001) з партії тролейбусів, які були замовлені на «Тролза». У місті в цей час проходить стажування водіїв для роботи на нових тролейбусах.
З 22 липня 2017 року вартість проїзду в тролейбусі становить 6 сом.
25 квітня 2018 року, після 14 років бездіяльності, знову запущений в експлуатацію тролейбусний маршрут № 2. Відновлення маршруту стало можливим в результаті надходження у 2017 році 23-х нових тролейбусів Тролза-5275.03 «Оптіма».
27 жовтня 2018 року в Ошському міському муніципальному автотранспортному підприємстві відбулася презентація автоматизованих систем оплати проїзду. Співробітники чеської компанії «Мікроелектроніка» встановили на всі автобуси і тролейбуси міста електронні зчитувальні системи, а також навчили персонал підприємства реєстрації транспортних карт і роботі з населенням в цьому напрямку. Транспортні карти є трьох видів: для пільговиків — пенсіонерів та осіб з особливими потребами здоров'я, для школярів і звичайна транспортна карта для всіх громадян. Для школярів проїзд в громадському транспорті становить 1 сом, який автоматично списується з рахунку на картці. Крім того, автоматизовані системи можуть приймати для оплати проїзду монети і видавати квитки за проїзд.

## Маршрути
| Перелік тролейбусних маршрутів в місті Ош | Перелік тролейбусних маршрутів в місті Ош | Перелік тролейбусних маршрутів в місті Ош | Перелік тролейбусних маршрутів в місті Ош |
| №                                         | Пункт відправлення                        | Пункт прибуття                            | Примітки |
| ----------------------------------------- | ----------------------------------------- | ----------------------------------------- | --- |
| 1                                         | Студентське містечко                      | Мікрорайон «Манас Ата» (ХБК)              | Відкритий 1 листопада 1977 |
| 2                                         | Студентське містечко                      | Автовокзал                                | Відкритий 2002 року, декілька разів тимчасово припиняв роботу. Відновлений з 25 квітня 2018 |
| Перспективний                             |                                           |                                           | |
| 3                                         | Студентське містечко                      | Мікрорайон «Західний»                     | В процесі проєктування. Планується побудувати тролейбусну лінію вулицями Г. Айтієва, Б. Осмонова та Мамирова до житлового масиву «Ак-Тілеке» через мікрорайон «Західний». Терміни будівництва невідомі. |

## Рухомий склад
| Статистика рухомого складу станом на 1 січня 2020 | Статистика рухомого складу станом на 1 січня 2020 |
| Тип моделі                                        | Кількість, шт.                                    |
| ------------------------------------------------- | ------------------------------------------------- |
| Тролза-5275.03 «Оптіма»                           | 23                                                |
| ЗіУ-682                                           | 14                                                |
| Всього:                                           | 37                                                |

- Службовий рухомий склад представлений одним тролейбусом ЗіУ-682В-012 [В0А]

## Галерея

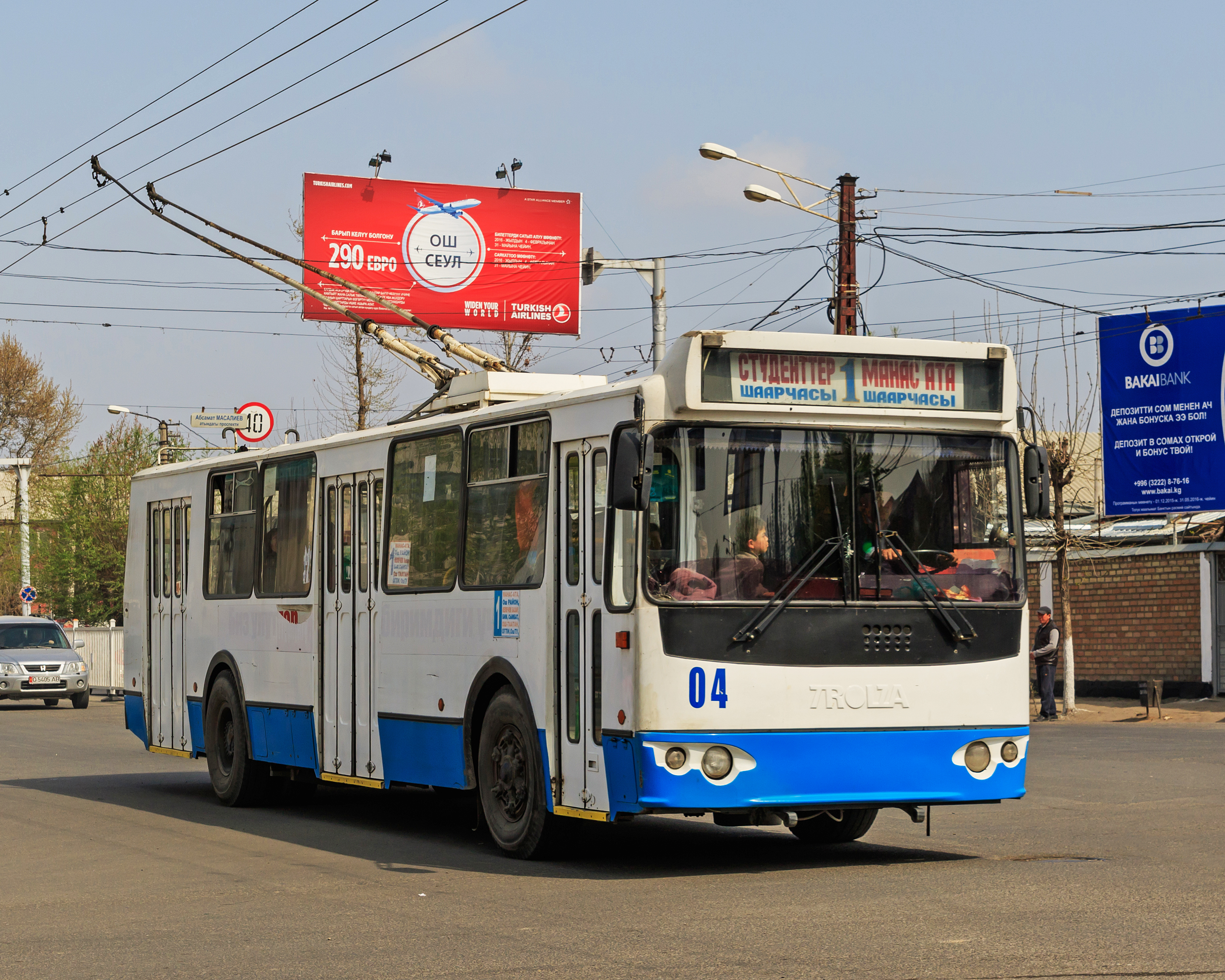
Тролза-5275.03 «Оптіма» №04
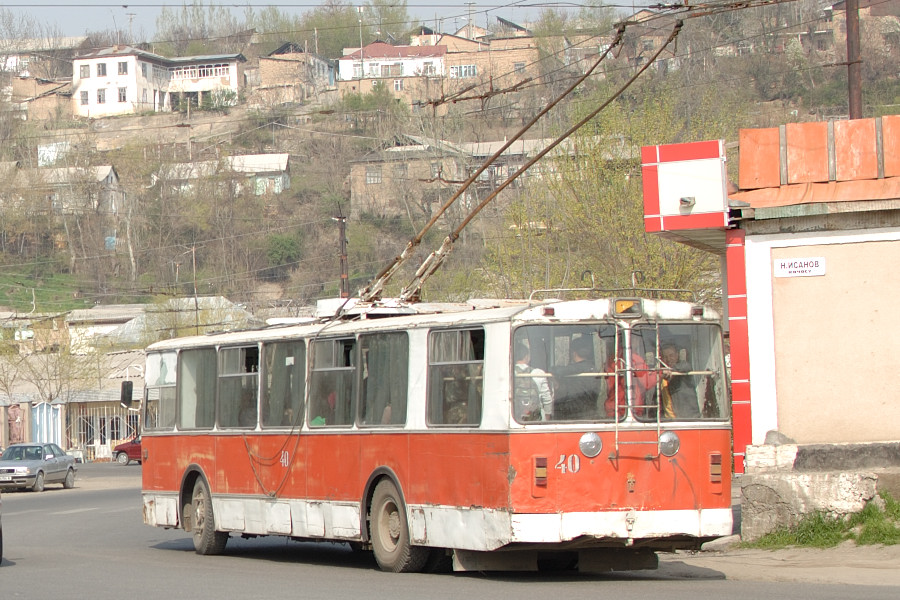
ЗІУ-9 №40
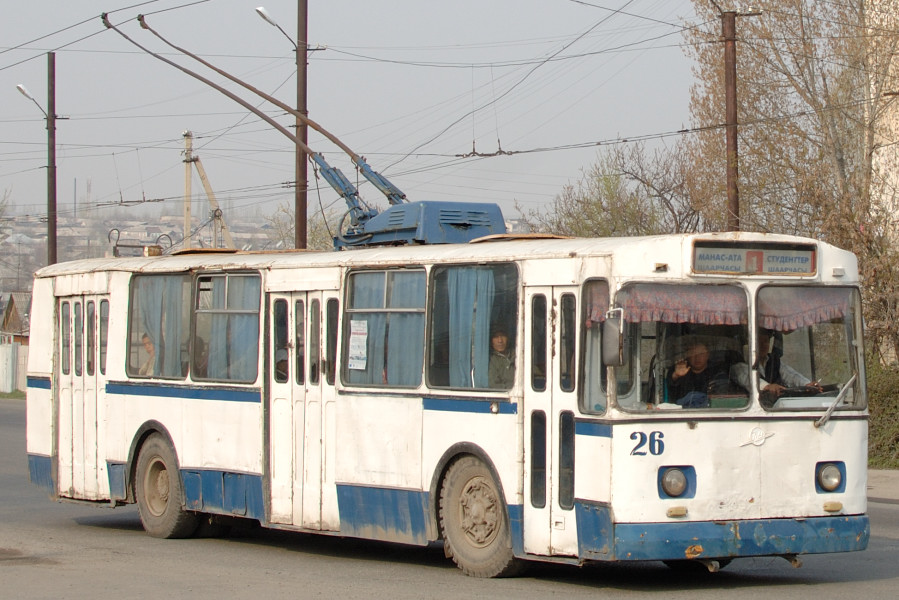
ЗІУ-9 №26
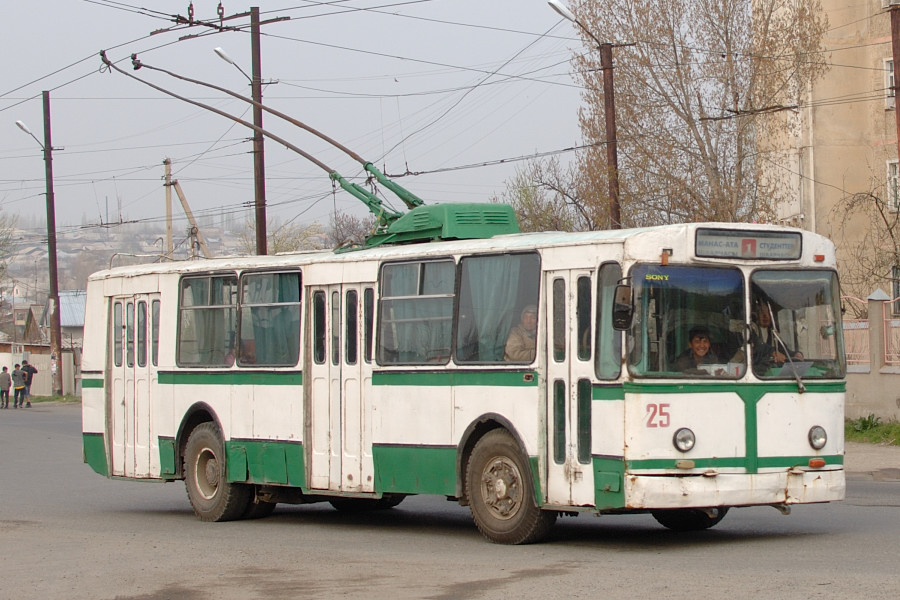
ЗІУ-9 №25
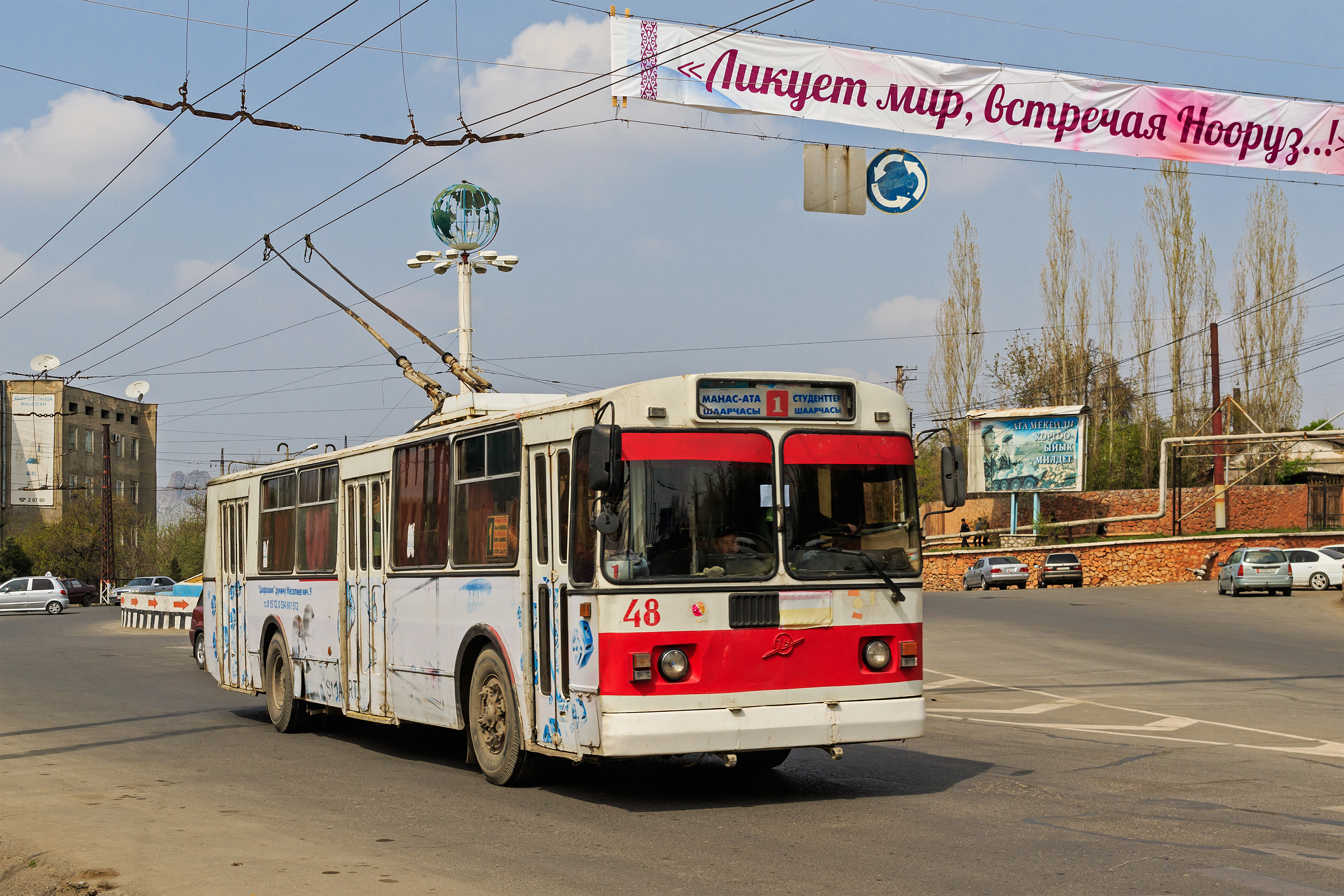
ЗІУ-9 №48
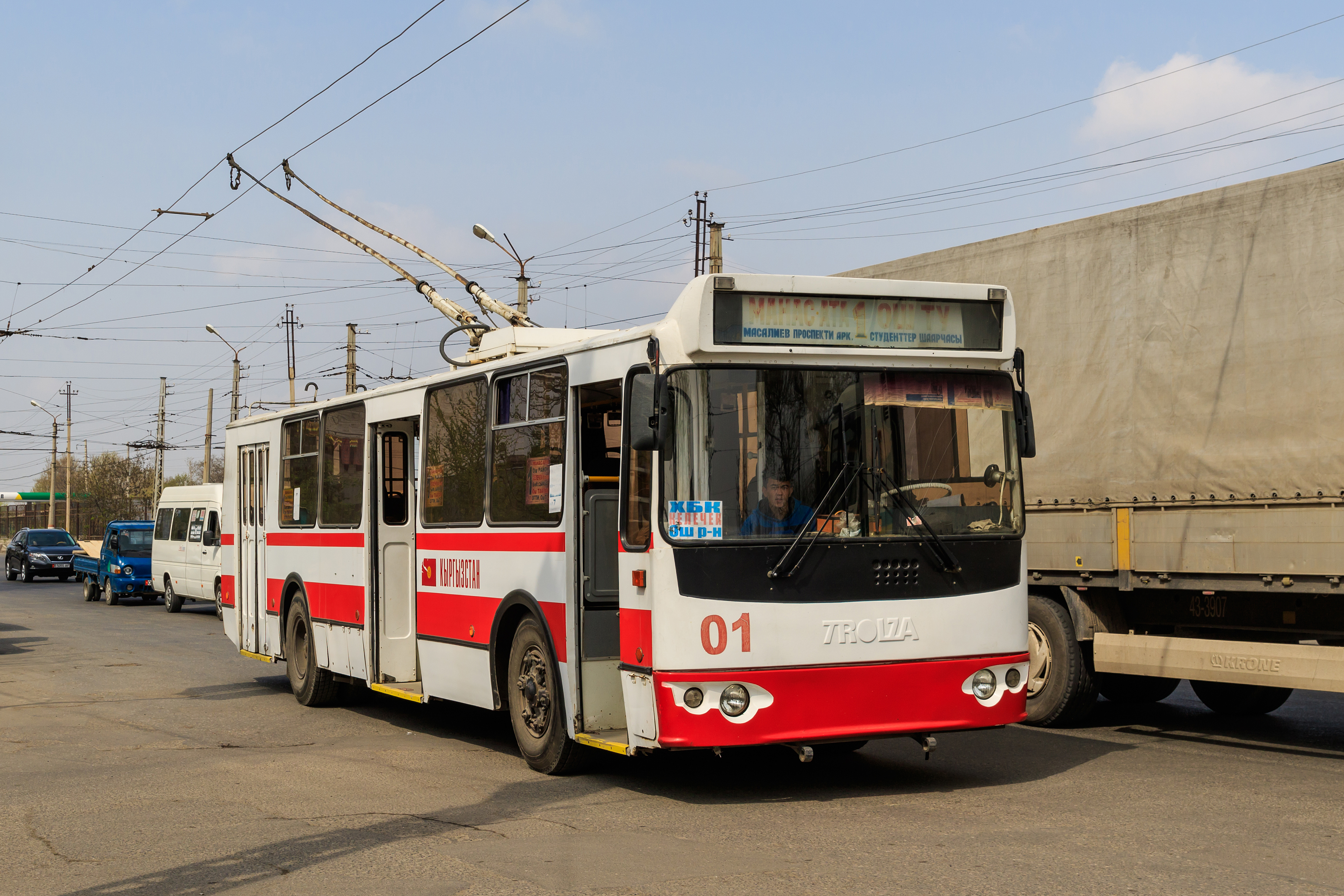
Тролза-5275.03 «Оптіма» №01
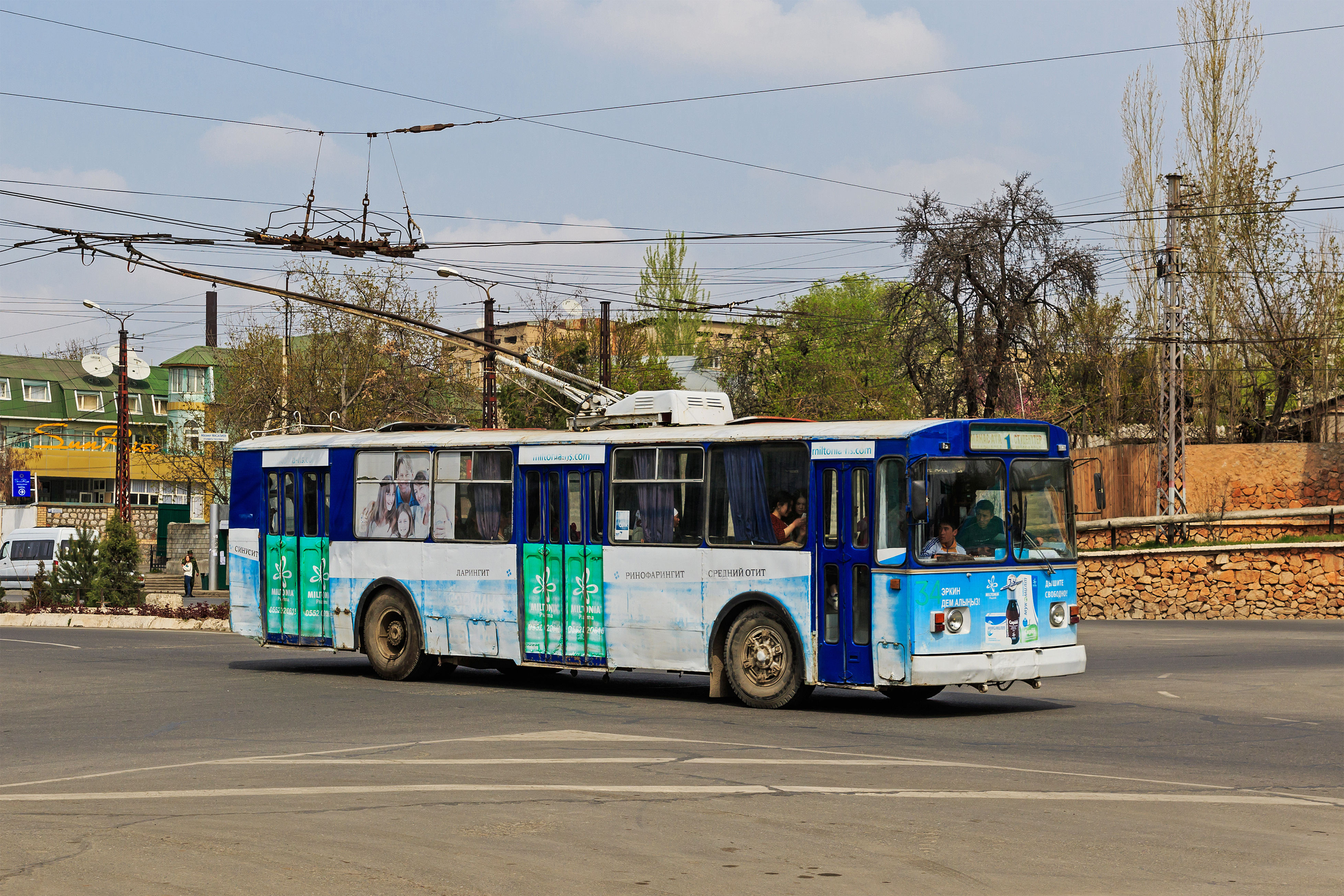
ЗІУ-9 на повороті